# جیوا (بازیگر هندی)
جیوا (انگلیسی: Jiiva؛ زادهٔ ۴ ژانویهٔ ۱۹۸۴) هنرپیشه اهل هند است.
از فیلم‌ها یا برنامه‌های تلویزیونی که وی در آن نقش داشته‌است می‌توان به دیوید، کو، نانبان، دویدن، بهار طلایی، نگران نباش، ماسک، دلم یه جایی رفته، میل، میل است و ۸۳ اشاره کرد.